# Campsiophora pedophila
Campsiophora pedophila är en nattsländeart som beskrevs av Oliver S. Flint Jr. 1964. Campsiophora pedophila ingår i släktet Campsiophora och familjen stenhusnattsländor. Inga underarter finns listade i Catalogue of Life.